# Jancsó Károly
Jancsó Károly, teljes nevén Jancsó Károly Demeter Gyula (Vaskoh, 1875. szeptember 30. – Bukarest, 1926 júliusa) magyar jogász, újságíró.

## Élete
Erdélyi nemesi családban született, apja Jancsó Dezső, anyja Kaffka Irén volt. Jogi tanulmányainak elvégzése után Bihar vármegye szolgálatába állt, s 1908-ig aljegyzőként működött. 1908-ban és 1909-ben az MSZDP újpesti titkára volt, illetve a Budapesti Kerületi Munkásbiztosító Pénztár tisztviselőjeként is dolgozott. 1909. szeptember 16-án Budapesten a Józsefvárosban házasságot kötött Szatmári Ilona lányával, Szatmári Máriával. 1911-től fővárosi tisztviselő. A Kommunisták Magyarországi Pártjának alapító tagja volt 1918. november 24-én, s a párt legfontosabb lapjának, a Vörös Ujságnak lett első szerkesztője. A kommün bukása után letartóztatták, ám a románoknak köszönhetően kiszabadult, s Romániába emigrált, ahol szintén újságíróként dolgozott. Bukarestben halt meg 1926-ban.